# Li Čchol-ha
Li Čchol-ha , korejsky 이철하 nebo 李澈河, (* 12. září 1970, Soul) je korejský filmový režisér.

## Filmografie
- Love Me Not (2006)
- Story of Wine (2008)